# Heinrich Harms zum Spreckel
Heinrich Carl August Harms zum Spreckel (* 29. April 1874 in Dresden; † 9. März 1931 in Annaberg) war ein deutscher Arzt, Genealoge und erzgebirgischer Heimatforscher.

## Leben und Werk
Harms besuchte die Höhere Bürgerschule und das Gymnasium in der westsächsischen Stadt Zwickau, in der sein Vater als Bankdirektor tätig war. Nach Abschluss seiner Schulbildung absolvierte er an den Universitäten in Jena, Tübingen, München und Kiel ein Medizinstudium, das er im März 1899 mit seiner Promotion abschloss. Nach einer Tätigkeit als Schiffsarzt diente er im Winterhalbjahr 1900/1901 im Husaren-Regiment Nr. 16 in Schleswig, anschließend wiederum als Marinearzt in Wilhelmshaven. Nach wechselnden Anstellungen unter anderem in Wilhelmshaven, Dresden, Sonnenstein und Leipzig wurde er 1906 Anstaltsbezirksarzt und Gerichtsarzt am Landgericht Zwickau und schließlich zum 1. Februar 1907 zum Bezirks- und Gerichtsarzt der erzgebirgischen Bergstadt Annaberg berufen. Daneben war er ab 1910 Marinestabsarzt der Reserve. Am 16. April 1917 wurde er zum königlich sächsischen Medizinalrat ernannt. 
Seit April 1916 führten August Harms, der Vater des Medizinalrates, und seine direkten Nachfahren in Erinnerung an die Herkunft der Familie von der Hofstätte Spreckel bei Drebber den Namen Harms zum Spreckel. Seit Dezember 1916 führte die Familie zudem ein Familienwappen.
Neben seinen beruflichen Verpflichtungen betätigte sich Harms zum Spreckel als Genealoge und Heimatforscher. Er gehörte ab 1911 dem Annaberger Geschichtsverein an und wurde von diesem am 13. Juni 1921 zum Ehrenmitglied ernannt. Nach dem Eintritt in den Ruhestand arbeitete er im Annaberger Ratsarchiv, in dem er Archivalien ordnete und eine Verkartung der Häuserlehnbücher erstellte. Zu seinen wesentlichen Veröffentlichungen zählen die Edition der Hauschronik des Annaberger Kupferschmiedemeisters Ludwig Kleinhempel aus dem 17. Jahrhundert und Christian Meltzers Historischer Beschreibung des St. Catharinenberges im Buchholz aus dem 18. Jahrhundert. Zudem veröffentlichte er genealogische Beiträge über die erzgebirgischen Hammer- und Bergherrenfamilien Röhling, Siegel und Gottschald sowie eine kommentierte Version von Wilhelm Steinbachs Geschlechtsregisters der Hammerherrenfamilie von Elterlein.